# Edgar Pêra

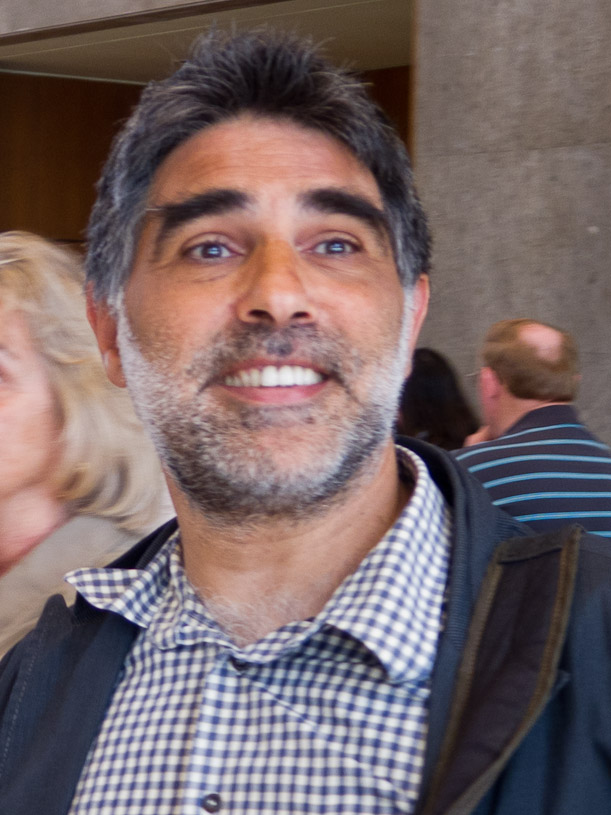
Edgar Pêra

Edgar Henrique Clemente Pêra (* 19. November 1960 in Lissabon) ist ein portugiesischer Filmregisseur.

## Leben
Edgar Pêra brach sein Psychologiestudium 1981 ab, um an der Filmhochschule des Nationalkonservatoriums zu studieren. Nach seinem Abschluss 1984 schrieb er für Kino, Fernsehen und Radio, aber auch für Zeitungen und für Werbeagenturen. Mit José Nascimento schrieb er die Drehbücher zu Repórter X (1986) und Mar á vista (dt.: „Meer in Sicht“, 1988) und lieferte die Idee zu Manuel Mozos’ Fernsehfilm Um Passo, Outro Passo e Depois… (1989). Nach verschiedenen Videoclips und Radioformaten und seinem Kurzfilm-Debüt beim Fantasporto-Filmfestival 1990 drehte er 1991 seinen ersten Spielfilm.
Seine folgenden Filme erregten die Aufmerksamkeit des Kinopublikums durch ihre eigenwillige Erzählform. So spielt etwa in der verwirrenden, vom Stummfilm wie von Videoclip und Dokumentarfilm zugleich beeinflussten Kriminal-Parodie A Janela (Maryalva Mix) (dt.: „Das Fenster (Maryalva Mix)“, 2001) eine Schauspielerin gleich 6 verschiedene Frauen, die eine Beziehung zu dem Casanova des Bica-Viertels haben, der wiederum von 6 verschiedenen Schauspielern verkörpert wird (u. a. vom Schauspieler, Musiker und Präsidentschaftskandidaten Manuel João Vieira).
Seine unorthodoxen Produktionsmethoden und die Fülle verschiedener Arbeiten und Formate erschweren seither die Führung einer kompletten Filmografie und eine stets zutreffende Zuordnung der Arbeiten. Pêra dreht viele Projekte gleichzeitig und bearbeitet teilweise bereits veröffentlichtes Material neu, von Videoclips über Spielfilme bis zu Dokumentationen. Er produziert exklusive Kurzfilme für Musikfestivals, dreht Fado-Western und gewinnt Preise für seine international viel gezeigten Dokumentationen, etwa beim IndieLisboa für Movimentos Perpétuos – Cine-Tributo a Carlos Paredes, seinen Film über Carlos Paredes.
Sehr selten tritt er als Schauspieler in Erscheinung, so 2004 in Kiss Me.
2011 erschien mit O Barão sein eigenwilliges Remake eines 1944 von einem US-amerikanischen B-Movie-Filmteam in Portugal gedrehten, dann aber von der Salazar-Zensur unterbundenen Horrorfilms, einer Verfilmung einer 1942 erschienenen kritischen Erzählung von Branquinho da Fonseca. Der Schwarzweißfilm wurde ebenfalls mehrfach prämiert.
Mit seiner Komödie Virados do Avesso (dt. etwa: Auf links gedreht) um einen homosexuellen Bestseller-Autor in einer Sinnkrise gelang ihm 2014 dann sein bisher erfolgreichster Film, der jedoch bei der Kritik als ungewöhnlich kommerziell durchfiel. Er lief erstmals Weihnachten 2015 auch als Miniserie im Fernsehen, beim öffentlich-rechtlichen Sender RTP, wo er danach bereits zweimal wiederholt wurde.

## Rezeption
Pêra gilt als experimentierfreudiger und innovativer Regisseur, der dem portugiesischen Kino neue Impulse zu geben vermag, auch international. Er ist beeinflusst von Popkultur und Comics, die er auch selbst schreibt und zeichnet. So erklärt sich die Beliebtheit seiner Filme besonders bei jüngeren Cineasten und Freunden von Kultfilmen, aber auch das Interesse der Filmwissenschaft an seiner variantenreichen und kreativen Filmsprache. Die zahlreichen Retrospektiven bezeugen eine international gestiegene Aufmerksamkeit für Pêras Filme.

## Filmografie
- 1990: Reproduta Interdita (Kurzfilm)
- 1991: Matadouro (Kurzfilm)
- 1991: A Cidade de Cassiano (Kurzfilm, Doku.)
- 1993: Arbeit macht frei? (O Trabalho Liberta?) (Fernsehfilm)
- 1993: SWK4 (Kurzfilm)
- 1994: Manual de Evasão LX94
- 1995: Visões! Equações! Radiações!
- 1995: U ke Faz Falta? (Kurzfilm, Doku.)
- 1995: O Mundo Desbotado (Kurzfilm)
- 1996: Os Túneis da Realidade (Kurzfilm)
- 1996: O Dia do Músico (Kurzfilm)
- 1996: A Konspiração dos Mil Tímpanos
- 1997: A Janela Não É a Paisagem
- 1997: Manual of Evazion LX97 (Remix)
- 1998: Portugal Ilimitado (Kurzfilm)
- 1998: As Dezaventuras do homem-Kâmara Epizohdyus 113 &115 (Kurzfilm)
- 1998: A Cidade das Pessoas (Kurzfilm, Video)
- 1999: Esquinas Agudas (Kurzfilm)
- 2000: Lisboa-boa 345DT (Kurzfilm)
- 2000: 25 de Abril - Uma Aventura Para a Demokracya (Kurzfilm, Doku.)
- 2000: Korações de Atum (Kurzfilm)
- 2000: Komédia Off (Kurzfilm)
- 2001: A Janela (Maryalva Mix)
- 2001: O Homem-Teatro
- 2002: 8 8 (Fernsehfilm)
- 2003: Os Homens-Toupeira
- 2004: Sudwestern
- 2004: És a Nossa Fé (Kurzfilm)
- 2004: Kiss Me (Schauspieler)
- 2006: Movimentos Perpétuos – Cine-Tributo a Carlos Paredes (Doku.)
- 2006: Ent(i)endes? (Kurzfilm)
- 2007: You (Videoclip für DJ Vibe und Ithaka)
- 2007: Rio Turvo
- 2007: Punk Is Not Daddy
- 2007: Arquitectura de Peso (Kurzfilm, Doku.)
- 2009: Crime Abismo Azul Remorso Físico (Kurzfilm)
- 2011: O Barão
- 2011: One Way or Another (Reflections of a Psykokiller) (Kurzfilm)
- 2012: Visões de Madredeus (Doku.)
- 2013: 3x3D (zusammen mit Jean-Luc Godard und Peter Greenaway)
- 2013: CineSapiens (Kurzfilm)
- 2014: Lisbon Revisited (Kurzfilm)
- 2014: Virados do Avesso, 2015 auch Fernseh-Mehrteiler
- 2015: A Caverna (Kurzfilm), auch Fernseh-Mehrteiler
- 2016: O Espectador Espantado (Doku.)
- 2016: Delírio em Las Vedras
- 2018: Caminhos Magnétykos
- 2019: O Homem-Pykante - Diálogos kom Pimenta (Doku.)
- 2019: Arquivos Kino-Pop (Doku.-Fernsehserie)
- 2021: Kinorama - Cinema Fora de Órbita
- 2023: The Nothingness Club - Não Sou Nada